# Komodo (logiciel)
Pour les articles homonymes, voir Komodo.
Komodo Edit est un éditeur de texte et environnement de développement sous forme de Logiciel libre, fondé sur Scintilla pour l'éditeur et Firefox pour le rendu. Il a été commencé en janvier 2007 pour compléter le produit commercial Komodo IDE de l'éditeur de logiciels ActiveState (en). Beaucoup de caractéristiques de Komodo proviennent d'un interpréteur Python intégré.
Il gère plusieurs langages informatiques, selon le langage employé il utilise la coloration syntaxique,  il intègre également un explorateur de fichiers pour simplifier la navigation.
Par ailleurs, il possède plusieurs thèmes permettant de personnaliser l'interface.
1. ↑  « Release 12.0.1 »